# Sahan (Ort, Mantelolão)
Sahan ist eine Ortschaft im Suco Mantelolão (Verwaltungsamt Metinaro, Gemeinde Dili).
Sahan liegt im Südwesten der Aldeia Sahan, auf einer Meereshöhe von 789 m auf einem Hügel zwischen kleinen Flüssen, die in der Regenzeit Wasser in den Nördlichen Laclós führen. Südlich liegen die Orte Lebutun und Has Laran.